# Wasyl Konstantynowicz Czartoryski
Wasyl Konstantynowicz Czartoryski (Vosylius Čartoriskis), né vers 1375 et mort en 1416, est un prince lituanien. 

## Biographie
Il est le fils de Konstanty Czartoryski.

## Mariage et descendance
Son épouse lui donne trois fils :
- Iwan Czartoryski (†1489)
- Aleksander Czartoryski (†1477)
- Michał Czartoryski (†1489)